# Bodo Manegold

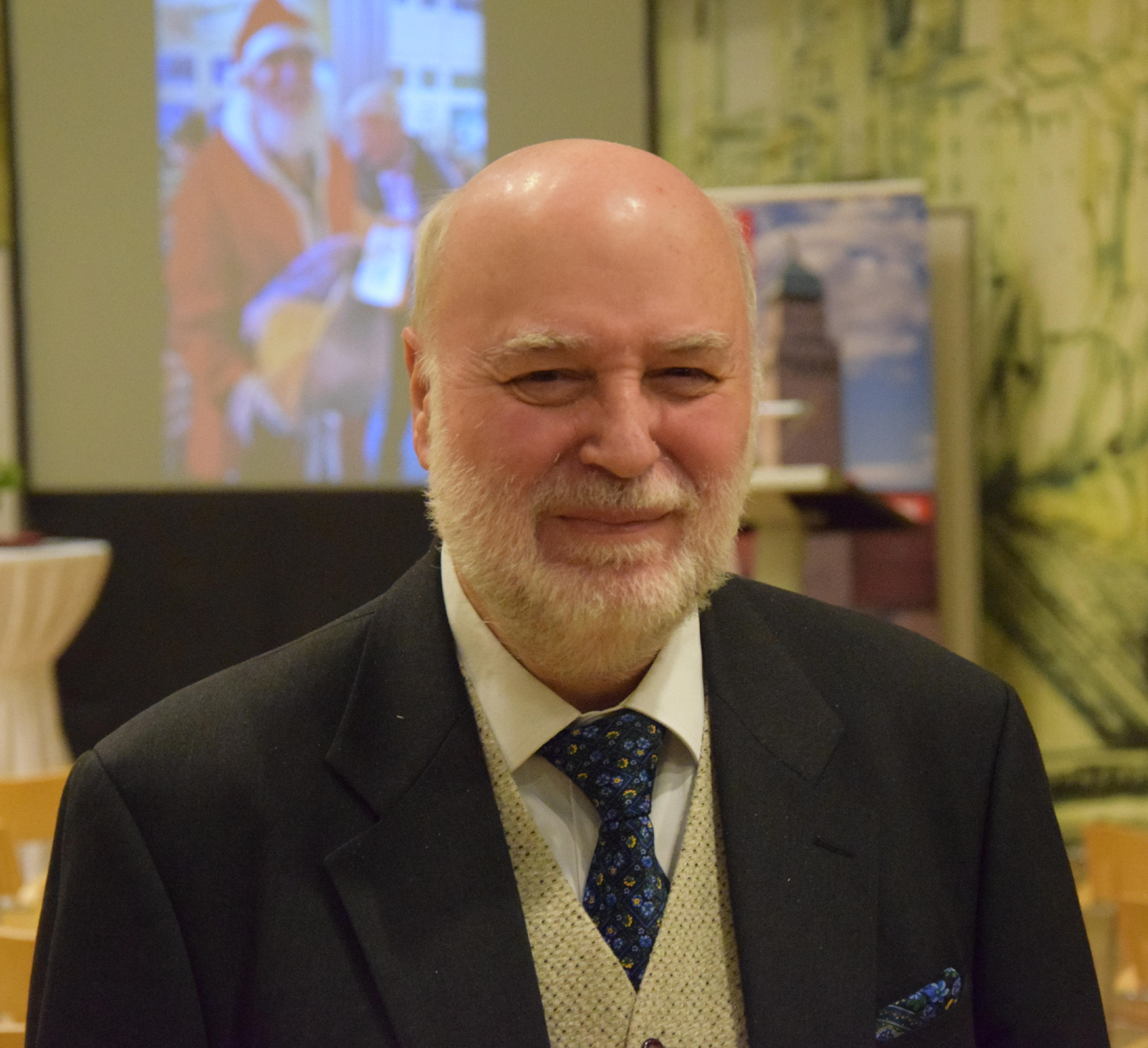
Bodo Manegold, 2016

Bodo Manegold (* 4. Oktober 1948) ist ein ehemaliger deutscher Kommunalpolitiker (CDU).

## Leben
Bodo Manegold machte von 1965 bis 1968 eine Lehre als Werkzeugmacher bei den Fritz-Werner-Werken. Anschließend studierte er Maschinenbau und Fertigungstechnik von 1969 bis 1972 in Berlin und wurde Diplom-Ingenieur. 1972 bis 1980 war er leitender Angestellter beim Druckmaschinenhersteller Rotaprint in Berlin.
Bei der Berliner Wahl 1979 wurde Manegold in die Bezirksverordnetenversammlung (BVV) im Bezirk Neukölln gewählt. Nachdem der vorherige Bezirksstadtrat Wolfgang Hackel zum Bundestagsabgeordneten gewählt worden war, wurde Manegold im Oktober 1980 von der BVV Neukölln zum neuen Bezirksstadtrat gewählt. So war er von 1980 bis 1989 Bezirksstadtrat für Finanzen und Wirtschaft, von 1989 bis 1990 Bezirksstadtrat für Gesundheit und Umwelt sowie stellvertretender Bezirksbürgermeister und von 1991 bis 2001 Bezirksstadtrat für Bau-, Wohnungswesen und Umweltschutz im Bezirksamt Neukölln.
Nach der Wahl 1995 wurde er im Dezember 1995 als Nachfolger Hans-Dieter Meys (CDU) von der BVV Neukölln zum Bezirksbürgermeister von Neukölln gewählt. Durch die Wahl 2001 verlor Manegold sein Amt, sein Nachfolger wurde Heinz Buschkowsky (SPD).
Von 1997 bis 2013 war er Fachhochschulprofessor für Maschinenbau an der Technischen Fachhochschule Berlin (2009 umbenannt in Beuth Hochschule für Technik Berlin).
Von 2002 bis 2009 war er stellvertretender Aufsichtsratsvorsitzender der WoBeGe Wohnbauten- und Beteiligungsgesellschaft, einer Tochtergesellschaft des landeseigenen Wohnungsunternehmens Stadt und Land. Seit 2003 ist er Mitglied im Aufsichtsrat der Berliner Volksbank.
Manegold ist Ortschronist von Berlin-Buckow und Laienprediger an der Dorfkirche Buckow.